# Hindås
Hindås est une localité de Suède située dans la commune de Härryda du comté de Västra Götaland. Elle couvre une superficie de 2,91 km2. En 2010, elle compte 2 244 habitants.

## Personnalité
- Dagmar Dadie-Roberg (1897-1966), sculptrice, y est morte.